# 安川・平山論争
安川・平山論争（やすかわ・ひらやまろんそう）は、2001年に名古屋大学名誉教授の安川寿之輔と静岡県立大学国際関係学部助手（当時）の平山洋との間でなされた論争のこと。論争は「福澤諭吉がアジア諸国を蔑視していたかどうか」が問題となっておこなわれた。さらに、福澤がアジア諸国を蔑視していた証拠とされる「時事新報論集」は無署名の論説から成るため、「時事新報の無署名論説を福澤が執筆したのかどうか」も議論された。

## 背景
2001年は福澤諭吉の没後100周年に当たるため、福澤の再評価やイベント・関連出版などがおこなわれた。『朝日新聞』は2001年1月11日に「オピニオン」欄で「新しい世紀を福沢諭吉の思想・精神で迎えよう」（船橋洋一）という記事を掲載した。この記事に対して、安川は批判の手紙を送ったが、返答はなかった。そのため、安川が編集局長宛に「朝日新聞の社員教育は一体どうなっているのか」という抗議文を送ったことが契機となり、同年4月21日の同紙「私の視点ウイークエンド」欄に論説「福沢諭吉 アジア蔑視広めた思想家」が掲載されることになった。
論説「福沢諭吉 アジア蔑視広めた思想家」の内容は、安川の『福沢諭吉のアジア認識――日本近代史像をとらえ返す』（高文研、2000年）の要約であった。

## 論争
2001年4月21日の『朝日新聞』に掲載された安川の論説「福沢諭吉 アジア蔑視広めた思想家」に対して、平山が反論「福沢諭吉 アジアを蔑視していたか」（同年5月12日付同紙）を掲載したことで、「安川・平山論争」が始まった。『朝日新聞』紙上の「私の視点　ウイークエンド」での論争は以下のとおりである。
| 論題                           | 安川寿之輔の説 | 平山洋の説 |
| ------------------------------ | --- | --- |
| はじめに                       | 今年は、福沢諭吉没後100年ということで、新聞各紙に論及が目立つ。そろって新世紀の指針を福沢の精神に求めようという痛ましい論旨である。 | 4月21日付「私の視点」の安川寿之輔氏「福沢諭吉――アジア蔑視（）広めた思想家」には誤解がある。 |
| 安川論説の要約                 | | この批評は『学問のすゝめ』第三編（1873年）で「報国の大義」を唱導した部分と新聞『時事新報』（1882年以降）紙上での対清国・朝鮮積極政策の提言を連結し、一貫してアジア蔑視と侵略の先頭に立つた思想家であるとする。                                                                               |
| アジアからの評価に関して       | 福沢がアジアから「近代化の過程を踏みにじり、破たんへと追いやった、わが民族全体の敵」（韓国）、「最も憎むべき民族の敵」（台湾）等と評価されていること自体が、日本では知られていない。 | |
| 『学問のすゝめ』第三編に関して | 『学問のすゝめ』の「一身独立して一国独立する」は、国家の存在理由を問わないまま、「国のためには、財を失ふのみならず、一命をも抛（）ちて惜（）むに足ら」ない「報国の大義」を説いたものだ。この報国心が排他的・侵略的な「一国独立」につながったというのが、福沢思想に即した正しい理解である。 | 福沢が報国心を奨励しているのは事実である。しかし、それは「国家の存在理由を問わない」儒教道徳からではない。「国民個々は個人の自由と独立を守るものとして国家に報いるべきだ」という西欧的愛国主義の概念としてである。報国は第一義的には自国を防衛することであり必ずしも他国への侵略を含まない。 |
| 甲申政変に関して               | 朝鮮の兵士による反日・反政府反乱「壬午軍乱」（1882年）と急進改革派金玉均らが起こしたクーデター「甲申政変」（1884年）を契機として、福沢のアジア蔑視と侵略への傾斜は決定的となる。 | むしろ、福沢は近代化のために行動を起こした金玉均ら朝鮮の「報国の士」に支援を惜しまなかった。安川氏は独立党による「甲申政変」（1884年）の失敗によって「福沢のアジア蔑視と侵略への傾斜は決定的となる」と書いているが、実際には日本に亡命してきた金玉均らの身辺保護に尽力している。             |
| 『時事新報』論説に関して       | 日本の武力行使は、朝鮮人が「軟弱無廉恥」のためと相手に責任を転換し、アジアへの侮蔑・偏見を垂れながした。「朝鮮国……国にして国に非（）ず」「チャンチャン……皆殺しにするは造作もなきこと」等と。                                                                                               | 安川氏が侮蔑の実例として引用した２カ所は、いずれも日清戦争（1894年）中の冷静とはいえない論説に見られるものだ。 |
| 吉岡弘毅の批判に関して         | そのため彼は、同時代人から「我日本帝国ヲシテ強盗国に変ゼシメント謀ル」道のりは「不可救ノ災禍ヲ将来ニ遺（）サン事必セリ」という適切な批判をうけた。 | しかも、「同時代人」（元外交官・吉岡弘毅）に侵略容認と批判されたと引用している部分は、それより12年も前の記述であり直接は関係がない。 |
| 日清戦争に関して               | しかし福沢は、日中両国が連帯することに終始反対し、対清強硬論と軍備拡大要求を続けた。天皇は政治に関与してはならないと福沢は主張した、というのが丸山真男らの把握だが、実際には福沢は広島大本営で戦争指導をする天皇を称賛し、天皇の海外出陣の可能性にさえ論及した。                           | 日清開戦を唱えていたのは、福沢だけではない。10年後の日露戦争では非戦論を主張した内村鑑三も、当時は「清国との戦争は神が日本に命じた正義の戦いである」としていた。 |
| 福沢の批判対象に関して         | | 福沢の評価で蔑視されているとされた「朝鮮人」や「支那人」とは、民族全体のことではない。福沢は「人（人士）」と「人民」を分けて考えている。批判の対象となっているのは、政府の指導部にすぎない。                                                                                                 |
| アジアの歴史認識に関して       | 戦後日本社会は、侵略と植民地支配の責任という問題を放置して、アジア蔑視と侵略の先頭にたった福沢を民主化啓蒙（）のモデルに仕立てあげた。こうした安易な姿勢が、アジアとの間の歴史認識の不幸な溝を今に残すことになった。                                                                       | その認識は「（清国では）政治は修まらず、綱紀は乱れ、朝廷は爵位や官職を売買し、収賄は公然と行われ、政府は人民を搾り土地を奪い、その暴虐なること虎狼（）よりもはなはだしい」と書いた孫文（「興中会宣言」1895年）と、ほとんど同じなのである。                                                   |

同年5月21日に安川は慶應義塾大学で講演をおこない、講演資料で「福沢論争 批判は事実に基づいて」という再反論を掲載した。この資料に対して、5月30日に平山は再々反論をおこなった。さらに、5月30日から6月26日の間に、安川と平山との間で往復で3回の意見交換が書簡でおこなわれた。

意見交換の中で、平山は公開書簡「福沢論争 事実としての『福沢全集』」において、安川が『福澤諭吉全集』（岩波書店、1958年-1964年）の8巻から16巻までを占める「時事新報論集」を無条件に受け入れているのは不自然であるという意見を述べた。この意見に対して、安川は無署名の論説から成る「時事新報論集」を編纂した石河幹明の作業は確実であり、「侵略的思想家としての福沢像にも揺るぎがない」との意見を述べた。この意見に対して、平山は
と批判し、こうした傾向を「石河への盲目的愛」と名づけて、公開書簡「なぜ安川寿之輔はかくも石河幹明を愛するのか？」を発表した。

この批判に対して、安川は
と反論した。

## 論争後の主な活動

### 『福沢諭吉の真実』の出版
その後、平山は慶應義塾福澤研究センターで文献の調査をおこない、2002年5月から『福沢諭吉の真実』の執筆を始めた。同書が完成したのは2003年4月で、2004年8月20日に文藝春秋から発行された。

同書の「はじめに」で、平山は「現行版『全集』のうち第七巻までの著作と、第八巻から第一六巻の「時事新報論集」とは、そこに収められた経緯が全く異なっている」ことを重大視して、
と指摘した。

### 『福沢諭吉の戦争論と天皇制論』の出版
安川は、平山の『福沢諭吉の真実』と、その理論的な根拠となる井田進也大妻女子大学教授（当時、現・名誉教授）の『歴史とテクスト――西鶴から諭吉まで』（光芒社、2001年）とを批判した『福沢諭吉の戦争論と天皇制論――新たな福沢美化論を批判する』（高文研、2006年）を出版した。

安川は同書の「まえがき」において、
と宣言し、同書の執筆目的を明らかにした。

### 『福沢諭吉の戦争論と天皇制論』の逐語的註
平山は『福沢諭吉の戦争論と天皇制論』の内容に対して、ウェブ上で「『福沢諭吉の戦争論と天皇制論』の逐語的註」を発表した。

### 『アジア独立論者　福沢諭吉』の出版
平山は2012年にそれまでの福澤研究を集めた『アジア独立論者　福沢諭吉』を出版した。特にその第III部において安川の『福沢諭吉の戦争論と天皇制論』に対する反論を収録している。また、安川の説を支持し平山の説に反対した杉田聡の『福沢諭吉　朝鮮・中国・台湾論集』の解説に対して反論した論説も収録している。平山は同書の「はじめに」において以下のように解説している。